# 원익홀딩스
원익홀딩스(wonikholdings)는 원익그룹의 지주회사이자 대한민국의 TGS(Total Gas Solution) 기업이다. 본사는 경기도 평택시 진위면 마산12로 21에 위치해 있다.

## 같이 보기
- 원익IPS

## 참고 문헌
1. ↑  배요한, 원익홀딩스, 자회사 지분가치만 시총 4배..저PBR 주목, 뉴시스, 2024.02.02
2. ↑  이세윤, 한국IR협의회 기술분석보고서- 원익홀딩스 2023년10월 00일[깨진 링크(과거 내용 찾기)]